# Театр на улице Ришельё
Опера́ на улице Ришельё, или Зал Монтансье́ (фр. Opéra de la rue de Richelieu, ou salle Montansier) — оперный театр, функционировавший в Париже в 1793—1820 годах. Был построен по проекту архитектора Виктора Луи. Располагался на улице Ришельё (в 1793—1806 годах — улица Права) на месте нынешнего сквера Лувуа (II округ).

## История
«Национальный театр» (Théâtre-National) на улице Права был построен в 1792—1793 годах архитектором Виктором Луи по заказу предприимчивой актрисы Мадемуазель Монтансье, уже руководившей одним парижским театром. Её новый большой, удобный и вместительный театральный зал, рассчитанный на 2300 зрителей, был открыт 15 апреля (августа?) 1793 года. Монтансье, игравшая здесь в новых пьесах, имела большой успех, что вероятно, вызывало зависть. С началом революционного Террора она была арестована — актрисе было предъявлено обвинение в том, что она намеренно построила театр напротив Национальной библиотеки, с целью сжечь ценное для нации собрание.
После ареста Монтансье её театр декретом от 14 апреля 1794 года поступил в распоряжение бывшей Королевской академии музыки (то есть парижской Оперы), которая переехала сюда через три месяца, 27 июля (9 термидора II года по республиканскому календарю), оставив театр у ворот Сен-Мартен, который занимала с 1781 года, — после того, как сгорел театр Пале-Рояль. Здание было приспособлено для труппы архитекторами Раймоном и Броньяром. Первое представление новоиспечённого «Театра искусств» (Théâtre des Arts) состоялось десять дней спустя, 7 августа 1794 года.
Освободившись из заключения с окончанием Террора, Монтансье начала требовать возврата потерянного имущества, которым артисты Оперы пользовались «в своё удовольствие». Тяжба завершилась 5 мессидора III года (25 июня 1795 года), когда был опубликован указ о переходе театра в собственность французской нации в обмен на компенсацию в размере восьми миллионов франков ассигнациями.
3 нивоза IX года (24 декабря 1800) в театре была запланирована французская премьера «Сотворения мира» Йозефа Гайдна. В тот момент, когда первый консул Республики Наполеон Бонапарт направлялся в Оперу, на улице Сан-Никез был произведён взрыв т. н. адской машины, унёсший несколько жизней. Бонапарт, не пострадавший от покушения, был встречен в театре овацией.
Среди других значимых постановок, осуществлённых на сцене театра, несколько раз менявшего своё официальное название вслед за переменами во власти, — первое представление во Франции «Волшебной флейты» Моцарта (1801) и премьера «Весталки» Спонтини (15 декабря 1807).
Театральная жизнь бурлила здесь вплоть до 11 вечера 13 февраля 1820 года, когда на наследника французского трона герцога Беррийского, вышедшего из театра после окончания спектакля и направлявшегося вместе с супругой Марией Каролиной к своему экипажу, напал некий Луи Лувель. Смертельно раненный герцог был перенесён в одно из помещений театра, где и скончался в 6 часов утра 14 февраля.
После его смерти все спектакли были отменены, театр был сначала закрыт, а затем снесён. На его месте была разбита площадь, а там, где произошло убийство, по желанию короля Людовика XVIII началось возведение памятной часовни — Монумента искупления. Здание находилось на стадии отделочных работ, когда в 1830 году в стране произошла Июльская революция, и с ней очередная смена власти. После 1835 года незавершённый монумент как «неуместное напоминание» был разобран, и в 1839 году здесь была разбита Площадь Ришельё, которую в 1844 году украсил фонтан, выполненный архитектором Луи Висконти по заказу короля Луи-Филиппа.
Позднее площадь была засажена деревьями — в настоящее время здесь находится сквер Лувуа, и ничто уже не напоминает ни о театре, ни о монументе памяти убитого герцога Беррийского.